# The Sisters
The Sisters er en amerikansk stumfilm fra 1914 af Christy Cabanne.

## Medvirkende
- Lillian Gish som May.
- Dorothy Gish som Carol.
- Elmer Clifton som Frank.
- W.E. Lawrence som George.
- Donald Crisp.